# 1337
1337 (MCCCXXXVII) je bilo navadno leto, ki se je po julijanskem koledarju začelo na sredo.

## Dogodki

### Začetekstoletne vojnemed Francijo in Anglijo (1337-1453)
- 16. marec - Angleški kralj Edvard III. povzdigne svojega sedemletnega sina Edvarda Woodstoškega v vojvodo Cornwallskega, prvega vojvodo v angleški plemiški hierarhiji.
- 24. maj - Francoski kralj Filip VI. ne dočaka izročitve francoskega plemiča Roberta III. Arotiškega, ki ga ščiti angleški kralj Edvard III.. Tega dne Filip zapleni Edvardu dedno vojvodino Gaskonjo[1] in nededno grofijo Ponthieu ter pričakuje od angleškega kralja, da se mu ponovno pride priklonit kot vazal Gaskonje. S tem bi mu ponovno vrnil vojvodino.
- avgust - Druga vojna za škotsko neodvisnost: škotski regent Andrew Murray neuspešno oblega grad Stirling.
- oktober - Angleški kralj Edvard III. prilije v sporu za Gaskonjo še dodatno olje na ogenj. Namesto da bi se šel priklonit francoskemu kralju, začne zahtevati francosko krono zase. Do nje bi namreč bil upravičen, če ne bi francoski stanovi za izbiro nasledstva izbrali salijskega prava, ki je izključno patrilinearno. Vojne sovražnosti med Anglijo in Francijo se sicer ne začnejo nemudoma, saj začneta oba kralja najprej z diplomatsko vojno in iskanjem zaveznikov. Edvard III. se poveže z rimsko-nemškim cesarjem Ludvikom IV. Wittelsbaškim. 1338 ↔
- november - Bitka pri Cadsandu: prvi oboroženi konflikt je pomorska bitka za obskuren flandrijski ribiški otok Cadsand, ko uspe Angležem zvabiti na otok zvabiti bližnjo posadko iz pristanišča Sluys in jo do tal potolči. Kljub vojaški nepomembnosti ima angleška zmaga velik psihološki učinek, na Angleže z lahkotnostjo zmage, na Flamce pa s terorjem, ki jim ga je zadal Filip VI., ko jim je zaradi poraza očital izdajstvo. 1338 ↔

### Ostalo
- 7. april - Obleganje Kanegasakija, Japonska: zmagovalni šogunski klan Ašikaga obračuna s procesarskim klanom Nitta in ga izloči iz političnega boja. Daimju Nitti Jošisadi uspe pobegniti. 1338 ↔
- 7. junij:
  - Po 55-letih dosmrtnega in vseživljenjskega zapora umre valižanska princesa Gwenllian ferch Llywelyn, hčerka Llywelyna Zadnjega. Še kot dojenčico jo je po dokončani osvojitvi Walesa dal v samostan zapreti angleški kralj Edvard I. brez možnosti pomilostitve.
  - Umrlega grofa Hainauta[2] Vilijema I. nasledi Vilijem II.
- 25. junij - Umrlega sicilskega kralja Friderika III. nasledi sin Peter II.
- 5. avgust - Umrlega krškega škofa Lovrenca iz Brunneja nasledi Konrad II. iz Salmansweilerja.
- 21. september - Bitka pri Grynauju, Zürich: švicarskemu habsburškemu grofu Ivanu I. spodleti vojna z mestom Zürich. Grofije Rapperswil, Laufenburg in Habsburg nasledi sin Ivan II.
- 29. september - Italijanske zdrahe: Florentinci, Benečani, milanska hiša Viskonti, ferrarska d'Este in mantovska Gonzaga združijo moči proti veronski hiši Scaliger, ki je obvladovala večino Lombardije in je grozila, da bo preko Parme osvojila še Toskano. Tega dne Benečani osvojijo bližnje mesto Mestre, ki je bilo pod oblastjo Verončanov. Osvojitev mesta Mestre je prvi korak širjenja Benečanov v notranjost celine, ki postane znana kot Benečija.
- Pravoslavni italijanski menih Barlaam iz Kalabrije obišče Sveto goro, kjer se pri tamkajšnjih menihov, predvsem od meniha Gregorija Palame seznani s hezihazmom, introspektivno molitveno prakso z elementi novoplatonistične mistike. Ker je Baarlam vešč latinske sholastike, začne to molitveno prakso atoških menihov napadati in jih obtoži katarstva. Spor okoli hezihazma razgiba intelektualno bizantinsko družbo, saj se v naslednjih 15 letih razvijejo številni javni disputi in šest sinod. V ozadju gre za spor med prozahodnimi intelektualci znotraj pravoslovja in latinstvu sovražnim ortodoksnim jedrom. 1341 ↔
- Bizantinsko-otomanske vojne: osmanski sultan Orhan osvoji Nikomedejo. Bizantinci imajo na maloazijski strani zgolj še nekaj manjših pristanišč ob obali Črnega morja in ob Bosporju. 1338 ↔
- Kan Zlate horde Uzbeg vrne tverskemu knezu Aleksandru Mihajloviču kneževino Tver. Poteza zmoti bližnjega moskovskega kneza Ivana I., ki obnovi sovražnosti s Tverom. 1339 ↔
- Propadajoči Ilkanat: Džalaridi odstranijo bagdadskega marionetnega pretendenta za ilkanatskega kana Muso-kana in nastavijo svojega Muhamad-kana. Seveda hkrati osvojijo Bagdad. 1338 ↔
- Magreb: maroški Marinidi pod vodstvom sultana Abu al-Hasana okupirajo sosednjo mestno kraljevino Tlemcen[3]. V boju pade njen kralj Abu Tašfin. 1348 ↔
- Umre vladar Malijskega imperija Mansa Musa, ki je pred desetletjem s hadžem v Meko s svojo radodarnostjo za več kot desetletje razvrednotil vrednost zlata.[4] Nasledi ga sin Maghan.
- Bolgarija: dokončan je Sofijski psalter.
- Petrarka prispe v Rim. V Večnem mestu se navduši za iskanje in estetsko vrednotenje antičnih ostalin.
- Konec lakote na Kitajskem (1333-37), ki pogubi več kot 6 milijonov ljudi.

## Rojstva
- 4. februar - Ludvik II., burbonski vojvoda († 1410)
- 25. februar - Venčeslav I., luksemburški vojvoda († 1383)
- 14. avgust - Robert III., škotski kralj († 1406)
- Henrik III., mecklenburški vojvoda († 1383)
- Jean Froissart, francoski kronist († 1405)
- Kiril Belozjorski, ruski pravoslavni menih, svetnik († 1427)
- Ludvik Sicilski, kralj († 1355)
- Poeun, korejski državnik in filozof († 1392)
- Štefan III. Wittelsbaški, vojvoda Bavarske-Ingolstadta († 1413)
- Štefan Uroš V. Nemočni, srbski car († 1371)
- Venčeslav I., nemški volilni knez, vojvoda Saške-Wittenberga († 1388)

## Smrti
- 8. januar - Giotto di Bondone, italijanski slikar, arhitekt (* 1267)
- 7. junij:
  - Gwenllian ferch Llywelyn, valižanska princesa, ujetnica, hčerka Llywelyna Zadnjega (* 1282)
  - Vilijem I., grof Hainauta, Holandije (III.), Zeelandije (II.), Avesnesa (III.) (* 1286)
- 25. junij - Friderik III.[5], sicilski kralj (* 1272)
- 30. junij - Eleanor de Clare, angleška plemkinja, žena Hugha Despenserja mlajšega (* 1292)
- 5. avgust - Lovrenc iz Brunneja, krški škof
- 21. september - Ivan I., grof Habsburg-Laufenburga (* 1297)
- Angelo da Clareno, italijanski mistik, ustanovitelj Fraticellov (* 1247)
- Abu Tašfin Abd al-Rahman I., alžirski kralj Tlemcena
- Mansa Musa, vladar Malijskega imperija (* 1280)
- Musa-kan, pretendent za ilkanatskega kana
- Tino di Camaino, italijanski (napolitanski) kipar (* 1280)